# Prionolabis kunimiana
Prionolabis kunimiana is een tweevleugelige uit de familie steltmuggen (Limoniidae). De soort komt voor in het Palearctisch gebied.